# Max Böhlen
Max Böhlen (* 14. April 1902 in Bern; † 23. August 1971 in Basel) war ein Schweizer Maler. 

## Leben und Werk
Nach der Primar- und Sekundarschule besuchte Max Böhlen 1918 und 1919 die Post- und Verkehrsschule in Bern. Aufgrund der allgemeinen Arbeitslosigkeit war er zunächst als Hilfsarbeiter, später als Angestellter in einer Elektrofirma tätig. Ab 1920 besuchte er in Bern die Gewerbeschule, an der er Unterricht in Aktzeichnung bei Ernst Linck nahm, Modellieren bei Wülffli lernte und sich mit Ernst Braker anfreundete. Er entschied sich für die Malerei. Braker vermittelte ihm einen Platz in der Malschule von Victor Surbek und Marguerite Frey-Surbek. Von 1926 bis 1929 erhielt Böhlen dreimal das Eidgenössische Bundesstipendium. In dieser Zeit unternahm er Studienreisen in die Toskana (1926), nach Paris (1926 und 1927) und Korsika (1929 und 1930–32), wo er in Ajaccio lebte und arbeitete. Er entdeckte dort für sich die Ölmalerei und die Aquarellmalerei als Ausdrucksform. Vorher hatte er überwiegend grafisch gearbeitet. 
Böhlen heiratete 1930 die Deutsche Elsa von Rose (* 1908) und bekam mit ihr von 1931 bis 1939 sieben Kinder. Von 1932 bis 1939 lebte und arbeitete er im ostfriesischen Aurich. Zu Studienzwecken reiste er nach Berlin (1930, 1932, 1935), nach Amsterdam zum Rijksmuseum (1933), und malte Dünenlandschaften auf Langeoog. Im Jahr 1936 besuchte er Erich Heckel in Osterholz an der Flensburger Förde und malte mehrere Aquarelle mit Motiven aus Schleswig und von der Förde. Er zog 1939 mit seiner Familie in das erworbene Jägerhaus in Kandern-Egerten im  Schwarzwald. Dort ließ er seine Familie für rund zehn Jahre zurück und lebte und arbeitete in der Schweiz. 1950 kehrte er dauerhaft zu seiner Familie zurück und nahm die Landschaften von Schwarzwald und Markgräflerland zum Motiv, aber auch Figuren gewannen an Bedeutung. Ab 1966 führten ihn Reisen nach Mallorca (1966, 1969, 1970), Südfrankreich (1970, 1971) und noch einmal nach Ostfriesland (1969).
Böhlen starb im August 1971 überraschend an einer Gehirnblutung und wurde auf dem Friedhof von Wollbach beigesetzt. 1995 eröffnete sein jüngster Sohn im Jägerhaus in Egerten das Max-Böhlen-Museum. Im Werkverzeichnis sind 1373 Ölbilder, 9 Plastiken, 1149 Aquarelle, 1488 Landschaftszeichnungen und 457 Porträtzeichnungen dokumentiert. Rund die Hälfte davon befindet sich in seinem Nachlass.

## Ausstellungen (Auswahl)
- 1928: 17. Nationale Kunstausstellung im Kunsthaus Zürich (Gruppenausstellung)
- 1930: Gruppenausstellung mit Victor Surbek, Herold Howald und Martin Lauterburg in Basel
- 1931: Schweizer Landschaften. Kunsthalle Bern (Gruppenausstellung)
- 1935: Bilder abessinischer Kunst: Max Böhlen, Fred Hopf. Kunsthalle Bern (Katalog von Cuno Amiet)
- 1933: Kunstverein in Bremen
- 1936: 19. Nationale Kunstausstellung im Kunstmuseum Bern (Gruppenausstellung)
- 1947: Regionale Ausstellung des Schweizerischen Kunstvereins im Kunstmuseum Solothurn sowie im Kunstmuseum St. Gallen (Gruppenausstellungen)
- 1962: Malerei, Graphik, Plastik: Max Böhlen, Hans Reif, Alfred Sachs, Theodor Zeller. Stadthalle Freiburg im Breisgau (Katalog im Verlag Freundeskreis Bildender Künstler „Palette“ mit Illustrationen von Max Böhlen)
- 2013: Stille Reserven. Schweizer Malerei 1850–1950. Aargauer Kunsthaus (Gruppenausstellung)

## Werke in öffentlichem Besitz
- Sturz des Ikarus (Bruegel-Kopie, 1926), Kanton Bern
- Vorstadt in Bern (1927), Öl auf Holz, 79 × 63 cm, Bernische Kunstgesellschaft im Kunstmuseum Bern
- Korsische Landschaft (1931), Öl auf Holz, 65 × 98 cm, Eigentum der Schweizerischen Eidgenossenschaft
- Rheinschwelle (1962), Öl auf Leinwand, 80 × 105 cm, und Vogesenlandschaft (1963) Öl auf Leinwand, 70 × 90 cm, Regierungspräsidium Südbaden, Freiburg im Breisgau
- 83 Lithografien, Radierungen, Kaltnadelradierungen und Holzschnitte, die zwischen 1930 und 1969 entstanden, befinden sich in der Graphischen Sammlung des Kunstmuseums Bern
- Vier Gemälde befinden sich in der Sammlung des Museums für Neue Kunst Freiburg im Breisgau.